# Hydrophilus piceus
Hydrophilus piceus (водолюб чорний або калюжниця) — комаха з родини Hydrophilidae (водолюби або водолюбові).

## Морфологія
Довжина тіла комахи до 47 мм. Сіро-чорна з оливковим відтінком. Один з найбільших жуків України та Європи.

## Поширення
Палеарктичний вид. Зустрічається у значній частині північно-західної та центральної Європи (від Іспанії до Скандинавії та України), в Північній Африці (Ліван, Єгипет, Алжир) і частині Азії (Аравія, Туреччина, Ізраїль, Сирія, Китай, Індія).

## Екологія
Дорослі жуки полюбляють стоячі водойми й живляться водними рослинами. Самиці відкладають до 50 яєць у кокони, які плавають по поверхні води, прикріплені до якої-небудь рослини. Личинки ведуть хижацький спосіб життя, нападаючи на мальків риб.